# Liga Națiunilor UEFA 2018–2019
Liga Națiunilor UEFA 2018–19 a fost sezonul inaugural al Ligii Națiunilor UEFA, o competiție internațională de fotbal care au implicat echipe naționale masculine din 55 de asociații membre ale UEFA. Competiția, care au avut loc în perioada septembrie-noiembrie 2018 (fazele ligii) și iunie 2019 ( Finala Ligii Națiunilor), a contat, de asemenea, pentru  procesul de calificare la Campionatul European de Fotbal 2020, și a acordat locuri în play-off-ul care a decis patru din cele douăzeci și patru de echipe în turneul final.

## Programul
Mai jos este programul Ligii Națiunilor UEFA 2018–19.
| Etapa     | Runda                      | Date                 |
| --------- | -------------------------- | -------------------- |
| Faze Liga | Etapa 1                    | 6-8 septembrie 2018  |
| Faze Liga | Etapa 2                    | 9-11 septembrie 2018 |
| Faze Liga | Etapa 3                    | 11-13 octombrie 2018 |
| Faze Liga | Etapa 4                    | 14-16 octombrie 2018 |
| Faze Liga | Etapa 5                    | 15-17 noiembrie 2018 |
| Faze Liga | Etapa 6                    | 18-20 noiembrie 2018 |
| Finala    | Semi-finala                | 5-6 iunie 2019       |
| Finala    | Al treilea loc de play-off | 9 iunie 2019         |
| Finala    | Finala                     | 9 iunie 2019         |

Lista meciurilor a fost confirmată de către UEFA, pe 24 ianuarie 2018, în urma tragerii la sorți.

## Tragerea la sorți

Hartă care arată grupele în care va participa fiecare echipă națională:
Roșu - Echipe care vor participa în Liga A
Albastru - Echipe care vor participa în Liga B
Verde - Echipe care vor participa în Liga C
Galben - Echipe care vor participa în Liga D

Toate cele 55 de UEFA echipelor naționale sunt eligibile pentru a concura în Liga Națiunilor UEFA 2018–19. Cei 55 de membri au fost împărțite, la rândul lor, în patru "Ligi" (12 echipe în Liga A, 12 echipe în Liga B, 15 echipe în Liga C și 16 echipe în Liga D) în funcție de  coeficientul UEFA al echipelo naționale după încheierea Calificărilor pentru Campionatul Mondial 2018 UEFA (până în play-off), echipe cele mai bine plasate joacă în Liga A etc. Tragerea la sorți s-a făcut pe 7 decembrie 2017.
| Bol | Echipă        | Coef.  | Loc |
| --- | ------------- | ------ | --- |
| 1   | Germania      | 40,747 | 1   |
| 1   | Portugalia    | 38,655 | 2   |
| 1   | Belgia        | 38,123 | 3   |
| 1   | Spania        | 37,311 | 4   |
| 2   | Franța        | 36,617 | 5   |
| 2   | Anglia        | 36,231 | 6   |
| 2   | Elveția       | 34,986 | 7   |
| 2   | Italia        | 34,426 | 8   |
| 3   | Polonia       | 32,982 | 9   |
| 3   | Islanda       | 31,155 | 10  |
| 3   | Croația       | 31,139 | 11  |
| 3   | Țările de Jos | 29,866 | 12  |

| Bol | Echipă                | Coef.  | Loc |
| --- | --------------------- | ------ | --- |
| 1   | Austria               | 29,418 | 13  |
| 1   | Țara Galilor          | 29,269 | 14  |
| 1   | Rusia                 | 29,258 | 15  |
| 1   | Slovacia              | 28,555 | 16  |
| 2   | Suedia                | 28,487 | 17  |
| 2   | Ucraina               | 28,286 | 18  |
| 2   | Republica Irlanda     | 28,249 | 19  |
| 2   | Bosnia și Herțegovina | 28,200 | 20  |
| 3   | Irlanda de Nord       | 27,127 | 21  |
| 3   | Danemarca             | 27,052 | 22  |
| 3   | Cehia                 | 27,028 | 23  |
| 3   | Turcia                | 26,538 | 24  |

| Bol | Echipă     | Coef.  | Loc |
| --- | ---------- | ------ | --- |
| 1   | Ungaria    | 26,486 | 25  |
| 1   | România    | 26,057 | 26  |
| 1   | Scoția     | 25,662 | 27  |
| 1   | Slovenia   | 25,148 | 28  |
| 2   | Grecia     | 24,931 | 29  |
| 2   | Serbia     | 24,847 | 30  |
| 2   | Albania    | 24,430 | 31  |
| 2   | Norvegia   | 24,208 | 32  |
| 3   | Muntenegru | 23,912 | 33  |
| 3   | Israel     | 22,792 | 34  |
| 3   | Bulgaria   | 22,091 | 35  |
| 3   | Finlanda   | 20,501 | 36  |
| 4   | Cipru      | 19,491 | 37  |
| 4   | Estonia    | 19,441 | 38  |
| 4   | Lituania   | 18,101 | 39  |

| Bol | Echipă            | Coef.  | Loc |
| --- | ----------------- | ------ | --- |
| 1   | Azerbaidjan       | 17,761 | 40  |
| 1   | Macedonia de Nord | 17,071 | 41  |
| 1   | Belarus           | 16,868 | 42  |
| 1   | Georgia           | 16,523 | 43  |
| 2   | Armenia           | 15,846 | 44  |
| 2   | Letonia           | 15,821 | 45  |
| 2   | Insulele Feroe    | 15,490 | 46  |
| 2   | Luxemburg         | 14,231 | 47  |
| 3   | Kazahstan         | 13,431 | 48  |
| 3   | Republica Moldova | 13,130 | 49  |
| 3   | Liechtenstein     | 10,950 | 50  |
| 3   | Malta             | 10,870 | 51  |
| 4   | Andorra           | 10,240 | 52  |
| 4   | Kosovo            | 9,950  | 53  |
| 4   | San Marino        | 8,190  | 54  |
| 4   | Gibraltar         | 7,550  | 55  |

Tragerea la sorți pentru fazele ligii a avut loc la SwissTech Convention Center în Lausanne, Elveția, la 24 ianuarie 2018, 12:00 CET.

## Liga A

### Grupa 1
| Loc | Echipa        | MJ | V | E | Î | GM | GP | DG | Pct | Calificare               |  | NED   | FRA   | GER   |
| --- | ------------- | -- | - | - | - | -- | -- | -- | --- | ------------------------ |  | ----- | ----- | ----- |
| 1   | Țările de Jos | 4  | 2 | 1 | 1 | 8  | 4  | +4 | 7   | Calificare în semifinale |  | —     | 2 – 0 | 3 – 0 |
| 2   | Franța        | 4  | 2 | 1 | 1 | 4  | 4  | 0  | 7   |                          |  | 2 – 1 | —     | 2 – 1 |
| 3   | Germania      | 4  | 0 | 2 | 2 | 3  | 7  | −4 | 2   | Retrogradare în Liga B   |  | 2 – 2 | 0 – 0 | —     |

| Germania    | 0 – 0   | Franța |
| ----------- | ------- | ------ |
| Rüdiger 88' | Detalii |        |

| Franța                                         | 2 – 1   | Țările de Jos |
| ---------------------------------------------- | ------- | ------------- |
| Mbappé 14' Griezmann 56' Giroud 74' Pavard 80' | Detalii | Babel 67'     |

| Țările de Jos                          | 3 – 0   | Germania |
| -------------------------------------- | ------- | -------- |
| van Dijk 30' Depay 86' Wijnaldum 90+3' | Detalii |          |

| Franța                   | 2 – 1   | Germania                   |
| ------------------------ | ------- | -------------------------- |
| Griezmann 62', 80' (pen) | Detalii | Kroos 14' (pen) Ginter 29' |

### Grupa 2
| Poz | Echipa  | MJ | V | E | P | GM | GP | G   | Pct | Calificare sau retrogradare                 | Switzerland | Belgium | Iceland |
| --- | ------- | -- | - | - | - | -- | -- | --- | --- | ------------------------------------------- | ----------- | ------- | ------- |
| 1   | Elveția | 4  | 3 | 0 | 1 | 14 | 5  | +9  | 9   | Calificare în semifinalele Ligii Națiunilor | —           | 18 noi  | 6–0     |
| 2   | Belgia  | 4  | 3 | 0 | 1 | 9  | 6  | +3  | 9   |                                             | 12 oct      | —       | 15 noi  |
| 3   | Islanda | 4  | 0 | 0 | 4 | 1  | 13 | -12 | 0   | Retrogradare în Liga B                      | 15 oct      | 0–3     | —       |

### Grupa 3
| Poz | Echipa     | MJ | V | E | P | GM | GP | G  | Pct | Calificare sau retrogradare                 | Portugal | Italy  | Poland |
| --- | ---------- | -- | - | - | - | -- | -- | -- | --- | ------------------------------------------- | -------- | ------ | ------ |
| 1   | Portugalia | 4  | 2 | 2 | 0 | 5  | 3  | 2  | 8   | Calificare în semifinalele Ligii Națiunilor | —        | 10 sep | 20 noi |
| 2   | Italia     | 4  | 1 | 2 | 1 | 2  | 2  | 0  | 5   |                                             | 17 noi   | —      | 7 sep  |
| 3   | Polonia    | 4  | 0 | 2 | 2 | 4  | 6  | -2 | 2   | Retrogradare în Liga B                      | 11 oct   | 14 oct | —      |

### Grupa 4
| Poz | Echipa  | MJ | V | E | P | GM | GP | G  | Pct | Calificare sau retrogradare                 | Spania | Croația | Anglia |
| --- | ------- | -- | - | - | - | -- | -- | -- | --- | ------------------------------------------- | ------ | ------- | ------ |
| 1   | Anglia  | 4  | 2 | 1 | 1 | 6  | 5  | +1 | 7   | Calificare în semifinalele Ligii Națiunilor | —      | 11 sep  | 15 oct |
| 2   | Spania  | 4  | 2 | 0 | 2 | 12 | 7  | +5 | 6   |                                             | 15 noi | —       | 12 oct |
| 3   | Croația | 4  | 1 | 1 | 2 | 4  | 10 | -6 | 4   | Retrogradare în Liga B                      | 1-2    | 18 noi  | —      |

## Liga B

### Grupa 1
| Poz | Echipa   | MJ | V | E | P | GM | GP | G | Pct | Promovare sau retrogradare | Slovakia | Ukraine | Czech Republic |
| --- | -------- | -- | - | - | - | -- | -- | - | --- | -------------------------- | -------- | ------- | -------------- |
| 1   | Ucraina  | 4  | 3 | 0 | 1 | 5  | 5  | 0 | 9   | Promovare în Liga A        | —        | 16 noi  | 13 oct         |
| 2   | Cehia    | 4  | 2 | 0 | 2 | 4  | 4  | 0 | 6   |                            | 9 sep    | —       | 16 oct         |
| 3   | Slovacia | 4  | 1 | 0 | 3 | 5  | 5  | 0 | 3   | Retrogradare în Liga C     | 19 noi   | 6 sep   | —              |

### Grupa 2
| Poz | Echipa | MJ | V | E | P | GM | GP | G  | Pct | Promovare sau retrogradare | Rusia  | Suedia | Turcia |
| --- | ------ | -- | - | - | - | -- | -- | -- | --- | -------------------------- | ------ | ------ | ------ |
| 1   | Suedia | 4  | 2 | 1 | 1 | 5  | 3  | +2 | 7   | Promovare în Liga A        | —      | 11 oct | 14 oct |
| 2   | Rusia  | 4  | 2 | 1 | 1 | 4  | 3  | +1 | 7   |                            | 20 noi | —      | 10 sep |
| 3   | Turcia | 4  | 1 | 0 | 3 | 4  | 7  | -3 | 3   | Retrogradare în Liga C     | 7 sep  | 17 noi | —      |

### Grupa 3
| Poz | Echipa                | MJ | V | E | P | GM | GP | G  | Pct | Promovare sau retrogradare | Austria | Bosnia and Herzegovina | Northern Ireland |
| --- | --------------------- | -- | - | - | - | -- | -- | -- | --- | -------------------------- | ------- | ---------------------- | ---------------- |
| 1   | Bosnia și Herțegovina | 4  | 3 | 1 | 0 | 5  | 1  | +4 | 10  | Promovare în Liga A        | —       | 15 noi                 | 12 oct           |
| 2   | Austria               | 4  | 2 | 1 | 1 | 3  | 2  | +1 | 7   |                            | 11 sep  | —                      | 15 oct           |
| 3   | Irlanda de Nord       | 4  | 0 | 0 | 4 | 2  | 7  | -5 | 0   | Retrogradare în Liga C     | 18 noi  | 8 sep                  | —                |

### Grupa 4
| Poz | Echipa       | MJ | V | E | P | GM | GP | G  | Pct | Promovare sau retrogradare | Wales  | Republic of Ireland | Denmark |
| --- | ------------ | -- | - | - | - | -- | -- | -- | --- | -------------------------- | ------ | ------------------- | ------- |
| 1   | Danemarca    | 4  | 2 | 2 | 0 | 4  | 1  | +3 | 8   | Promovare în Liga A        | —      | 6 sep               | 16 noi  |
| 2   | Țara Galilor | 4  | 2 | 0 | 2 | 6  | 5  | +1 | 6   |                            | 16 oct | —                   | 13 oct  |
| 3   | Irlanda      | 4  | 0 | 2 | 2 | 1  | 5  | -4 | 2   | Retrogradare în Liga C     | 9 sep  | 19 noi              | —       |

## Liga C

### Grupa 1
| Poz | Echipa  | MJ | V | E | P | GM | GP | G | Pct | Promovare sau retrogradare      | Scotland | Albania | Israel |
| --- | ------- | -- | - | - | - | -- | -- | - | --- | ------------------------------- | -------- | ------- | ------ |
| 1   | Scoția  | 0  | 0 | 0 | 0 | 0  | 0  | 0 | 0   | Promovare în Liga B             | —        | 10 sep  | 20 noi |
| 2   | Albania | 0  | 0 | 0 | 0 | 0  | 0  | 0 | 0   |                                 | 17 noi   | —       | 7 sep  |
| 3   | Israel  | 0  | 0 | 0 | 0 | 0  | 0  | 0 | 0   | Posibilă retrogradare în Liga D | 11 oct   | 14 oct  | —      |

### Grupa 2
| Poz | Echipa   | MJ | V | E | P | GM | GP | G | Pct | Promovare sau retrogradare      | Hungary | Greece | Finland | Estonia |
| --- | -------- | -- | - | - | - | -- | -- | - | --- | ------------------------------- | ------- | ------ | ------- | ------- |
| 1   | Ungaria  | 0  | 0 | 0 | 0 | 0  | 0  | 0 | 0   | Promovare în Liga B             | —       | 11 sep | 18 noi  | 15 noi  |
| 2   | Grecia   | 0  | 0 | 0 | 0 | 0  | 0  | 0 | 0   |                                 | 12 oct  | —      | 15 noi  | 18 noi  |
| 3   | Finlanda | 0  | 0 | 0 | 0 | 0  | 0  | 0 | 0   | Posibilă retrogradare în Liga D | 8 sep   | 15 oct | —       | 11 sep  |
| 4   | Estonia  | 0  | 0 | 0 | 0 | 0  | 0  | 0 | 0   | Retrogradare în Liga D          | 15 oct  | 8 sep  | 12 oct  | —       |

### Grupa 3
| Poz | Echipa   | MJ | V | E | P | GM | GP | G | Pct | Promovare sau retrogradare      | Slovenia | Norway | Bulgaria | Cyprus |
| --- | -------- | -- | - | - | - | -- | -- | - | --- | ------------------------------- | -------- | ------ | -------- | ------ |
| 1   | Slovenia | 0  | 0 | 0 | 0 | 0  | 0  | 0 | 0   | Promovare în Liga B             | —        | 16 noi | 6 sep    | 16 oct |
| 2   | Norvegia | 0  | 0 | 0 | 0 | 0  | 0  | 0 | 0   |                                 | 13 oct   | —      | 16 oct   | 6 sep  |
| 3   | Bulgaria | 0  | 0 | 0 | 0 | 0  | 0  | 0 | 0   | Posibilă retrogradare în Liga D | 19 noi   | 9 sep  | —        | 13 oct |
| 4   | Cipru    | 0  | 0 | 0 | 0 | 0  | 0  | 0 | 0   | Retrogradare în Liga D          | 9 sep    | 19 noi | 16 noi   | —      |

### Grupa 4
| Poz | Echipa     | MJ | V | E | P | GM | GP | G   | Pct | Promovare sau retrogradare      | Montenegro | Serbia | Romania | Lithuania |
| --- | ---------- | -- | - | - | - | -- | -- | --- | --- | ------------------------------- | ---------- | ------ | ------- | --------- |
| 1   | Serbia     | 6  | 4 | 2 | 0 | 11 | 4  | +7  | 14  | Promovare în Liga B             | 0-0        | 0-0    | —       | 2-2       |
| 2   | România    | 6  | 3 | 3 | 0 | 8  | 3  | +5  | 12  |                                 | 17 noi     | —      | 2-2     | 20 noi    |
| 3   | Muntenegru | 6  | 2 | 1 | 0 | 7  | 6  | +1  | 7   | Posibilă retrogradare în Liga D | —          | 11 oct | 20 noi  | 2-0       |
| 4   | Lituania   | 6  | 0 | 0 | 6 | 3  | 16 | -13 | 0   | Retrogradare în Liga D          | 14 oct     | 0-1    | 11 oct  | —         |

### Clasamentul echipelor de pe locul trei
| Poz | Grp | Echipa | MJ | V | E | P | GM | GP | G | Pct | Retrogradare           |
| --- | --- | ------ | -- | - | - | - | -- | -- | - | --- | ---------------------- |
| 1   | C1  | TBD    | 0  | 0 | 0 | 0 | 0  | 0  | 0 | 0   |                        |
| 2   | C2  | TBD    | 0  | 0 | 0 | 0 | 0  | 0  | 0 | 0   |                        |
| 3   | C3  | TBD    | 0  | 0 | 0 | 0 | 0  | 0  | 0 | 0   |                        |
| 4   | C4  | TBD    | 0  | 0 | 0 | 0 | 0  | 0  | 0 | 0   | Retrogradată în Liga D |

## Liga D

### Grupa 1
| Poz | Echipa    | MJ | V | E | P | GM | GP | G | Pct | Promovare           | Georgia (country) | Latvia | Kazakhstan | Andorra |
| --- | --------- | -- | - | - | - | -- | -- | - | --- | ------------------- | ----------------- | ------ | ---------- | ------- |
| 1   | Georgia   | 0  | 0 | 0 | 0 | 0  | 0  | 0 | 0   | Promovare în Liga C | —                 | 9 sep  | 19 noi     | 13 oct  |
| 2   | Letonia   | 0  | 0 | 0 | 0 | 0  | 0  | 0 | 0   |                     | 16 oct            | —      | 13 oct     | 6 sep   |
| 3   | Kazahstan | 0  | 0 | 0 | 0 | 0  | 0  | 0 | 0   |                     | 6 sep             | 15 noi | —          | 16 oct  |
| 4   | Andorra   | 0  | 0 | 0 | 0 | 0  | 0  | 0 | 0   |                     | 16 noi            | 19 noi | 10 sep     | —       |

### Grupa 2
| Poz | Echipa     | MJ | V | E | P | GM | GP | G | Pct | Promovare           | Belarus | Luxembourg | Moldova | San Marino |
| --- | ---------- | -- | - | - | - | -- | -- | - | --- | ------------------- | ------- | ---------- | ------- | ---------- |
| 1   | Belarus    | 0  | 0 | 0 | 0 | 0  | 0  | 0 | 0   | Promovare în Liga C | —       | 12 oct     | 15 oct  | 8 sep      |
| 2   | Luxemburg  | 0  | 0 | 0 | 0 | 0  | 0  | 0 | 0   |                     | 15 noi  | —          | 8 sep   | 15 oct     |
| 3   | Moldova    | 0  | 0 | 0 | 0 | 0  | 0  | 0 | 0   |                     | 11 sep  | 18 noi     | —       | 12 oct     |
| 4   | San Marino | 0  | 0 | 0 | 0 | 0  | 0  | 0 | 0   |                     | 18 noi  | 11 sep     | 15 noi  | —          |

### Grupa 3
| Poz | Echipa         | MJ | V | E | P | GM | GP | G | Pct | Promovare           | Azerbaijan | Faroe Islands | Malta  | Kosovo |
| --- | -------------- | -- | - | - | - | -- | -- | - | --- | ------------------- | ---------- | ------------- | ------ | ------ |
| 1   | Azerbaijan     | 0  | 0 | 0 | 0 | 0  | 0  | 0 | 0   | Promovare în Liga C | —          | 17 nv         | 14 oct | 7 sep  |
| 2   | Insulele Feroe | 0  | 0 | 0 | 0 | 0  | 0  | 0 | 0   |                     | 11 oct     | —             | 7 sep  | 14 oct |
| 3   | Malta          | 0  | 0 | 0 | 0 | 0  | 0  | 0 | 0   |                     | 10 sep     | 20 noi        | —      | 17 noi |
| 4   | Kosovo         | 0  | 0 | 0 | 0 | 0  | 0  | 0 | 0   |                     | 20 noi     | 10 sep        | 11 oct | —      |

### Grupa 4
| Poz | Echipa        | MJ | V | E | P | GM | GP | G | Pct | Promovare           | Republic of Macedonia | Armenia | Liechtenstein | Gibraltar |
| --- | ------------- | -- | - | - | - | -- | -- | - | --- | ------------------- | --------------------- | ------- | ------------- | --------- |
| 1   | Macedonia     | 0  | 0 | 0 | 0 | 0  | 0  | 0 | 0   | Promovare în Liga C | —                     | 9 sep   | 13 oct        | 19 noi    |
| 2   | Armenia       | 0  | 0 | 0 | 0 | 0  | 0  | 0 | 0   |                     | 16 oct                | —       | 6 sep         | 13 oct    |
| 3   | Liechtenstein | 0  | 0 | 0 | 0 | 0  | 0  | 0 | 0   |                     | 16 noi                | 19 noi  | —             | 9 sep     |
| 4   | Gibraltar     | 0  | 0 | 0 | 0 | 0  | 0  | 0 | 0   |                     | 6 sep                 | 16 noi  | 16 oct        | —         |

## Clasament general
Clasamentul general va fi utilizat pentru tragerea la sorți în Preliminariile Campionatului European de Fotbal 2020, faza grupelor.
| Poz | Echipa                   | Joc | Pct |
| --- | ------------------------ | --- | --- |
| 1   | Finals 1st place         | 0   | 0   |
| 2   | Finals 2nd place         | 0   | 0   |
| 3   | Finals 3rd place         | 0   | 0   |
| 4   | Finals 4th place         | 0   | 0   |
| 5   | 1st best group 2nd place | 0   | 0   |
| 6   | 2nd best group 2nd place | 0   | 0   |
| 7   | 3rd best group 2nd place | 0   | 0   |
| 8   | 4th best group 2nd place | 0   | 0   |
| 9   | 1st best group 3rd place | 0   | 0   |
| 10  | 2nd best group 3rd place | 0   | 0   |
| 11  | 3rd best group 3rd place | 0   | 0   |
| 12  | 4th best group 3rd place | 0   | 0   |

| Poz | Echipa                   | Joc | Pct |
| --- | ------------------------ | --- | --- |
| 13  | 1st best group 1st place | 0   | 0   |
| 14  | 2nd best group 1st place | 0   | 0   |
| 15  | 3rd best group 1st place | 0   | 0   |
| 16  | 4th best group 1st place | 0   | 0   |
| 17  | 1st best group 2nd place | 0   | 0   |
| 18  | 2nd best group 2nd place | 0   | 0   |
| 19  | 3rd best group 2nd place | 0   | 0   |
| 20  | 4th best group 2nd place | 0   | 0   |
| 21  | 1st best group 3rd place | 0   | 0   |
| 22  | 2nd best group 3rd place | 0   | 0   |
| 23  | 3rd best group 3rd place | 0   | 0   |
| 24  | 4th best group 3rd place | 0   | 0   |

| Poz | Echipa                   | Joc | Pct |
| --- | ------------------------ | --- | --- |
| 25  | 1st best group 1st place | 0   | 0   |
| 26  | 2nd best group 1st place | 0   | 0   |
| 27  | 3rd best group 1st place | 0   | 0   |
| 28  | 4th best group 1st place | 0   | 0   |
| 29  | 1st best group 2nd place | 0   | 0   |
| 30  | 2nd best group 2nd place | 0   | 0   |
| 31  | 3rd best group 2nd place | 0   | 0   |
| 32  | 4th best group 2nd place | 0   | 0   |
| 33  | 1st best group 3rd place | 0   | 0   |
| 34  | 2nd best group 3rd place | 0   | 0   |
| 35  | 3rd best group 3rd place | 0   | 0   |
| 36  | 4th best group 3rd place | 0   | 0   |
| 37  | 1st best group 4th place | 0   | 0   |
| 38  | 2nd best group 4th place | 0   | 0   |
| 39  | 3rd best group 4th place | 0   | 0   |

| Poz | Echipa                   | Joc | Pct |
| --- | ------------------------ | --- | --- |
| 40  | 1st best group 1st place | 0   | 0   |
| 41  | 2nd best group 1st place | 0   | 0   |
| 42  | 3rd best group 1st place | 0   | 0   |
| 43  | 4th best group 1st place | 0   | 0   |
| 44  | 1st best group 2nd place | 0   | 0   |
| 45  | 2nd best group 2nd place | 0   | 0   |
| 46  | 3rd best group 2nd place | 0   | 0   |
| 47  | 4th best group 2nd place | 0   | 0   |
| 48  | 1st best group 3rd place | 0   | 0   |
| 49  | 2nd best group 3rd place | 0   | 0   |
| 50  | 3rd best group 3rd place | 0   | 0   |
| 51  | 4th best group 3rd place | 0   | 0   |
| 52  | 1st best group 4th place | 0   | 0   |
| 53  | 2nd best group 4th place | 0   | 0   |
| 54  | 3rd best group 4th place | 0   | 0   |
| 55  | 4th best group 4th place | 0   | 0   |

## Premiul în bani
Premiul în bani a fost anunțat în martie 2018. Un total de 76.25 milioane de euro, în semn de solidaritate și bonus taxele vor fi distribuite celor 55 de echipe naționale participante.
Taxele pe echipa sunt repartizate după ligă:
- Liga A: 1,5 milioane de euro
- Liga B: 1 milion de euro
- Liga C: 750 de mii de euro
- Liga D: 500 de mii de euro

În plus, echipa câștigătoare din fiecare ligă vor primi un bonus:
- Liga A - echipa câștigătoare: 1,5 milioane de euro
- Liga B - echipa câștigătoare: 1 milion de euro
- Liga C - echipa câștigătoare: 750,000 euro
- Liga D - echipa câștigătoare: 500.000 euro

Cele patru câștigătoare a grupelor de Liga A, care vor participa în Finala Ligii Națiunilor, vor primi, de asemenea, următoarele bonuri de performanță:
- Câștigători: 4,5 milioane de euro
- Locul al doilea: 3,5 milioane de euro
- Locul al treilea: 2,5 milioane de euro
- Locul al patrulea: 1,5 milioane de euro

Acest lucru înseamnă că suma maximă de solidaritate și bonusurile este de 7,5 milioane de EURO pentru o echipă de Liga A, 2 milioane de europentru o echipa de Liga B, în valoare de 1,5 milioane de euro pentru o echipă de Liga C, și 1 milion de euro pentru o echipa din Liga D.

## Calificare în play-off
Echipele care nu reușesc în UEFA Euro 2020 de calificare faza grupelor poate califica pentru turneul final, prin intermediul play-off. Fiecare ligă în UEFA Liga Națiunilor va fi alocată una dintre cele patru rămase UEFA Euro 2020 locuri. Patru echipe din fiecare liga care nu au deja calificat pentru finala Campionatului European va concura în play-off-ul din liga lor, pentru a fi jucat în Martie 2020. Play-off-dane va fi primul alocate pentru fiecare grup câștigător, și dacă oricare dintre câștigătoarele grupelor s-au calificat deja pentru finala Campionatului European, apoi la următorul cel mai bine clasat echipa din liga etc.
| Liga | Echipa                  | Tip |
| ---- | ----------------------- | --- |
| O    | Câștigătoarele grupelor |     |
| O    | Câștigătoarele grupelor |     |
| O    | Câștigătoarele grupelor |     |
| O    | Câștigătoarele grupelor |     |
| B    | Câștigătoarele grupelor |     |
| B    | Câștigătoarele grupelor |     |
| B    | Câștigătoarele grupelor |     |
| B    | Câștigătoarele grupelor |     |
| C    | Câștigătoarele grupelor |     |
| C    | Câștigătoarele grupelor |     |
| C    | Câștigătoarele grupelor |     |
| C    | Câștigătoarele grupelor |     |
| D    | Câștigătoarele grupelor |     |
| D    | Câștigătoarele grupelor |     |
| D    | Câștigătoarele grupelor |     |
| D    | Câștigătoarele grupelor |     |

## Legături externe
- Site web oficial